# يوكيو ماتسودا
يوكيو ماتسودا (باليابانية: 松田征男) هو مجدف ياباني، ولد في 12 مارس 1942.

## وصلات خارجية
- يوكيو ماتسودا على موقع الاتحاد الدولي للتجديف (الإنجليزية)
- يوكيو ماتسودا على موقع اللجنة الأولمبية الدولية (الإنجليزية)
- يوكيو ماتسودا على موقع أوليمبيديا (الإنجليزية)